# Niederbrechen
Niederbrechen is een plaats in de Duitse gemeente Brechen, deelstaat Hessen, en telt 3968 inwoners (2006).